# Racvalová
Racvalová – dolina w Górach Kremnickich na Słowacji będąca orograficznie lewym odgałęzieniem doliny Cenovo. Jej górny koniec znajduje się u wschodnich podnóży szczytu Štefanka (1010 m), w miejscu, w którym łączą się z sobą dwa źródlowe cieki Racvalovskiego potoku. Dolina opada w kierunku wschodnim i na wysokości około 670 m uchodzi do doliny Cenovo
Dnem doliny spływa Racvalovský potok. Dolina ma jedno orograficznie lewe odgałęzienie. Jest to Kraliková dolina wcinająca się między zbocza Štefanki i Vápenicy (1022 m). Racvalová jest całkowicie porośnięta lasem. Jej dnem prowadzi droga leśna.